# Bansalan
Bansalan ist eine philippinische Stadtgemeinde in der Provinz Davao del Sur. Sie hat 60.440 Einwohner (Zensus 1. August 2015). Im nördlichen Teil der Gemeinde liegt der Mount Apo Natural Park.

## Baranggays
Bansalan ist politisch in 25 Baranggays unterteilt.
| - Alegre - Alta Vista - Anonang - Bitaug - Bonifacio - Buenavista - Darapuay - Dolo - Eman - Kinuskusan - Libertad - Linawan - Mabuhay | - Mabunga - Managa - Marber - New Clarin (Miral) - Poblacion - Rizal - Santo Niño - Sibayan - Tinongtongan - Tubod - Union - Poblacion Dos-johntuol |